# ديانا بلانك
ديانا بلانك (بالإنجليزية: Diana Blank)‏ هي فاعلة خير أمريكية، ولدت في 13 سبتمبر 1942.